# لانغ هانكوك
لانغ هانكوك (بالإنجليزية: Lang Hancock)‏ هو مستكشف أسترالي، ولد في 10 يونيو 1909 في برث في أستراليا، وتوفي بنفس المكان في 27 مارس 1992.

## وصلات خارجية
- لانغ هانكوك على موقع الموسوعة البريطانية (الإنجليزية)